# Verkiezingen voor het Europees Parlement 1979 in België
Op zondag 10 juni 1979 werden er in België Europese Parlementsverkiezingen gehouden, de eerste waarbij de bevolking direct de Europarlementariërs kon kiezen.
Er waren 24 zetels te vergeven, 13 voor de Nederlandstaligen en 11 voor de Franstaligen. Winnaar waren (net zoals bij de verkiezingen in Nederland) de christendemocraten met 10 zetels (het leeuwendeel voor de Christelijke Volkspartij, namelijk 7 zetels). Op de tweede plaats kwamen de sociaaldemocraten met 7 zetels. De liberalen verkregen 4 zetels, de overige 3 zetels waren voor de regionalen, te weten de Volksunie en haar Franstalig-Waalse tegenhangers, de combinatie Front démocratique des francophones-Rassemblement wallon.

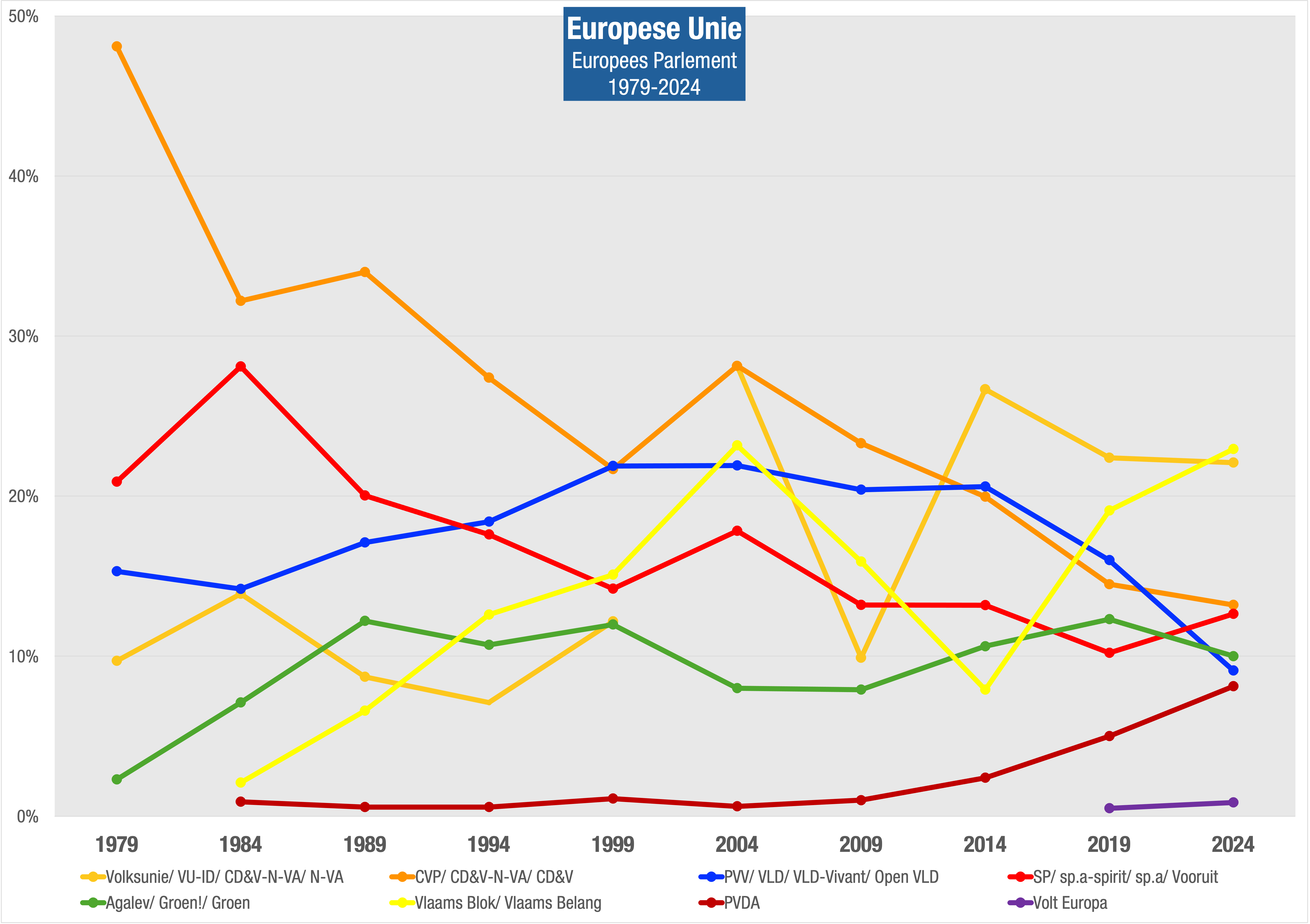
Grafiek van de Vlaamse partijen en hun behaalde resultaten voor het Europees Parlement van 1979 tot en met 2024, uitgedrukt in procenten.

| Partij                    | Europese partij c.q. fractie | Lijsttrekker                                        | Percentage | Zetels |
| ------------------------- | ---------------------------- | --------------------------------------------------- | ---------- | ------ |
| Nederlandstalige partijen |                              |                                                     |            |        |
| CVP (chr.-dem.)           | EVP                          | Leo Tindemans                                       | 48,1%      | 7      |
| BSP (soc.-dem.)           | CSPEG                        | Karel Van Miert                                     | 20,9%      | 3      |
| PVV (lib.)                | LD                           | Willy De Clercq                                     | 15,3%      | 2      |
| VU (reg.)                 | CDI                          | Jaak Vandemeulebroucke                              | 9,7%       | 1      |
| Agalev                    |                              | Paul Staes                                          | 2,3%       | 0      |
| Overigen                  |                              |                                                     | 3,6%       | 0      |
| Subtotaal                 |                              |                                                     | ~100%      | 13     |
| Franstalige partijen      |                              |                                                     |            |        |
| PS (soc.-dem.)            | CSPEG                        | Ernest Glinne                                       | 27,4%      | 4      |
| PSC (chr.-dem.)           | EVP                          | Charles-Ferdinand Nothomb                           | 21,2%      | 3      |
| FDF-RW (reg.)             | niet-fractiegebonden         | Antoinette Spaak (FDF) en Paul-Henry Gendebien (RW) | 19,8%      | 2      |
| PRL (lib.)                | LD                           | André Damseaux                                      | 17,8%      | 2      |
| Ecolo                     |                              | Paul Lannoye                                        | 5,1%       | 0      |
| KPB                       |                              |                                                     | 5,1%       | 0      |
| Overigen                  |                              |                                                     | 3,6%       | 0      |
| Subtotaal                 |                              |                                                     | 100%       | 11     |
| Totaal                    |                              |                                                     |            | 24     |